# Rádio e Televisão de Portugal
RTP (Rádio e Televisăo de Portugal) je rozhlasová a televizní společnost plnící funkci veřejnoprávního vysílání v Portugalsku.